# Gossip (группа)
The Gossip (другие названия группы GOXXIP, GSSP) — музыкальный коллектив, играющий в стилях инди-рок и панк.

## История группы
Gossip была создана в 1999 году вокалисткой Бет Дитто, гитаристом Брейсом Пейном (Натаном Хаудишеллем) и барабанщицей Кэти Мендонсса.
В 1999 году Gossip выпустила первый EP The Gossip на независимом лейбле K Records. В этом же году группа провела совместный тур с группой Sleater-Kinney.
В 2000 году выступили на Ladyfest.
23 января 2001 года лейбл Kill Rock Stars выпустил первый официальный альбом группы That's Not What I Heard. 7 мая 2002 года группа выпустила EP Arkansas Heat. Через год появился и второй альбом группы Movement.
В ноябре 2003 года Мендонсса покинула группу, её заменила Ханна Блили. Вскоре группа решила избавиться от артикля «The» в названии.
Первый альбом с новой барабанщицей — Standing in the Way of Control — был выпущен только в 2006 году. Вскоре альбом получил статус золотого в Великобритании.
В следующие годы группа принимала активное участие в различных фестивалях, совместных концертах, программах на ТВ.
Четвёртый студийный альбом Music For Men был выпущен в июне 2009 года. Первый сингл с этого альбома Heavy Cross был успешен в Германии, где получил статус золотого с количеством продаж более 450 тысяч копий. В январе 2011 года сингл побил рекорд Германии по длительности попадания в чарты — 82 недели в German Top 100.
19 февраля 2016 года Бет Дитто для популярного интернет-ресура Pitchfork заявила, что покинула группу, что привело к распаду.

## Состав

### Бывшие участники
- Кэти Мендонсса — ударные (1999—2003)
- Бет Дитто — вокал (1999—2016)
- Брейс Пейн — гитара, бас-гитара (1999—2016)
- Ханна Блили — ударные (2003—2016)

### Сессионные музыканты
- Кристофер Саттон — бас-гитара (2009—2016)
- Кэти Дэвидсон — клавишные, фортепиано, бэк-вокал (2012—2016)

## Дискография
Студийные альбомы
- That's Not What I Heard (2000)
- Movement (2003)
- Standing in the Way of Control (2006)
- Music for Men (2009)
- A Joyful Noise (2012)
- Real Power (2024)

Концертные альбомы
- Undead in NYC (2003)
- Live in Liverpool (2007)

Remix альбомы
- RMXD (2007)

EP
- The Gossip (1999)
- Arkansas Heat (2002)
- Real Damage (2005)
- GSSP RMX (2006)
- Drunken Maria split 7» single with The Raincoats (pl-08) (2009)

Синглы
- Standing in the Way of Control (2007)
- Listen Up! (2007)
- Jealous Girls (2007)
- Heavy Cross (2009)
- Love Long Distance (2009)
- Drunken Maria (2009)
- Pop Goes the World (2010)
- Men in Love (2010)
- Dimestore Diamond (2010)
- Perfect World (2012)
- Move in the Right Direction (2012)
- Get a Job (2013)

## Награды и номинации
В 2010 году Gossip была номинирована на GLAAD Media Award в номинации «Outstanding Music Artist» за альбом Music for Men.
В 2010 году Gossip была номинирована на ECHO Award, вместе с такими группами как Depeche Mode и U2.
18 июня 2012 сингл «Move In The Right Direction» был назван Radio 2’s Record of The Week.